# Sotomayor (ort)
Sotomayor är en ort i Colombia.   Den ligger i departementet Nariño, i den sydvästra delen av landet, 500 km sydväst om huvudstaden Bogotá. Sotomayor ligger 1 123 meter över havet och antalet invånare är 4 839.
Terrängen runt Sotomayor är huvudsakligen bergig, men österut är den kuperad. Runt Sotomayor är det ganska tätbefolkat, med 134 invånare per kvadratkilometer. Närmaste större samhälle är El Tambo, 16,0 km sydost om Sotomayor. I omgivningarna runt Sotomayor växer huvudsakligen savannskog.